# Slawenburg Tornow
Die ehemalige Slawenburg Tornow ist der Burgstall eines slawischen Burgwalls in der Niederlausitz. Sie wurde, gemeinsam mit dem namensgebenden Dorf Tornow durch den Braunkohleabbau in den 1960 bis 1980er Jahren restlos zerstört.
Der Standort der Burg befand sich in der Schrakeniederung, drei Kilometer nördlich von Zinnitz, einem Stadtteil von Calau im Landkreis Oberspreewald-Lausitz und ist in alten Karten noch als Burgwall eingetragen.
Die ringförmige Anlage wurde laut dem DDR-Forscher Joachim Herrmann 1965 als im 7. oder 8. Jahrhundert angelegt angegeben und soll bis ins 9. Jahrhundert bestanden haben. Inzwischen liegen aus Niederlausitzer Burgwällen eine Reihe von Dendrodaten vor, die eine Entstehung erst am Ende des 9. Jh. belegen, so dass die von Hermann aufgestellte These eines Burgenbaus seit dem 7. Jh. aufgegeben werden muss. Sie wurde vermutlich beim Liutizenaufstand von 983 durch Brand zerstört. Die zugehörige Siedlung existierte bis ins Hochmittelalter. In der Nähe liegt die rekonstruierte slawische Wallburg Raddusch.

## Lage und Entstehung
Der ehemalige slawische Burgwall lag in ebenem Gelände auf einer flachen, sumpfigen Halbinsel unmittelbar bei einer slawischen Ansiedlung und wurde Ende des 9. Jahrhunderts (nach alten Angaben Hermanns im 7. Jh.) als Fliehburg angelegt. Besonders im Frühling war die Umgebung der Anlage durchnässt und nicht passierbar. In Trockenzeiten war das Gelände begehbar.
Ausgrabungen in Tornow und Wiesenau zeigten, dass diese Burgen des Tornower Typs nicht von den Trägern der älteren slawischen Einwanderungswelle (Sukow-Szeligi- und Prager-Gruppe) erbaut wurden, sondern erst im Zuge der zweiten Einwanderungswelle (Tornower Gruppe) entstanden. Da die genaue Chronologie der Baugeschichte des Tornower Burgwalls aber noch nicht bekannt ist, ist der unmittelbare Anlass zum Bau im historischen Kontext unbekannt.
Eine weitere, sehr ähnliche Wallanlage der näheren Umgebung war die Slawenburg Vorberg, die nur 4,5 Kilometer östlich entfernt lag. Slawenburgen dieser Art mit jeweils vorgelagerten Siedlungen sind auch aus Wiesenau, Schönfeld und Presenchen nachgewiesen.
Man unterscheidet mehrere Bauphasen der Siedlung, Tornow A bis D, die vom 7. oder 8. Jahrhundert bis zum 12. Jahrhundert Bestand hatte. Die Burganlage selbst ging allerdings im 9. Jahrhundert im Brand unter und wurde danach nicht wieder aufgebaut.

### Tornow A
Die ältere Anlage (Tornow A) wurde im 9. vielleicht bereits im 7. oder 8. Jahrhundert mittels Rostkonstruktion aus Baumstämmen errichtet, wobei die Stabilität durch Asthaken erreicht wurde. Der ringförmige Wall bestand aus 14 bis 16 rostartig übereinander geschichteten Holzlagen, die mit Erde verfüllt waren. Die Höhe des Walls betrug etwa fünf bis sechs Meter, die Frontseite war zum Schutz des Holzes vor Witterung mit Lehm verstrichen. Dies erschwerte gleichzeitig ein Erklimmen des Wallkörpers durch Angreifer oder ein Inbrandsetzen der Holzkonstruktion. An der Frontseite des Walls lagen zwei übereinander liegende Wehrgänge, die den ringförmigen Wall umliefen. Die Plattform des unteren Wehrgangs war auf einer Höhe von etwa 3,5 m, während der obere Wehrgang etwa 2 m höher auf dem Scheitel des Walls verlief. An der Innenseite des Walls lagen Unterkünfte. Vor dem Wall selbst erschwerte ein mindestens sieben Meter breiter, mit Grundwasser gefüllter Graben den direkten Zugang zum Wall. Der Höhenunterschied zwischen Grabensohle und Wallscheitel betrug mindestens sieben Meter. Eine besondere Berme war nicht notwendig, da der Wall offenbar sehr stabil stand. Zwischen Wallfuß und Graben befand sich lediglich ein einen bis zwei Meter breiter Streifen. An der Südwestseite führte ein tunnelförmiges Tor durch den Wall. Es war 2 m breit, mindestens 2,5 m hoch und konnte verschlossen werden. Von außen war es über eine Holzbrücke erreichbar, die den Wassergraben querte. Am Übergang des Tunnels zum Innenhof befand sich ein Knick, an dem der Gang ebenfalls verschlossen werden konnte. Der runde Innenhof selbst hatte einen Durchmesser von 25 m. Um den Hof herum am Wall anliegend lagen ringförmig etwa 2,4 m breite Unterkünfte auf einer Länge von etwa 85 m. Diese Unterkünfte wurden nur zu Krisenzeiten genutzt. Im Innenhof selbst befand sich ein Brunnen und ein Mahlhaus, um Getreide zu mahlen. Das offenbar einzig ständig bewohnte Haus der Anlage befand sich an der Innenseite des Walls bei der Mündung des Tortunnels. Es hatte eine Grundfläche von etwa 20 Quadratmetern und dürfte dem Burgverweser oder Dorfhäuptling als Wohnstätte gedient haben. Auf dem Dachgeschoss des Hauses wurde Getreide gelagert.
Der Wirtschaftshof des Burgherren lag direkt vor der Burg und bestand aus einem unterkellerten Haus und einigen Wirtschaftsgebäuden, wo Keramik und Eisen hergestellt beziehungsweise verarbeitet wurden. In dem Dorf vor der Burg, das aus acht großen Häusern bestand, dürften etwa 300 Menschen gelebt haben, die im Angriffsfall Zuflucht in der Burg fanden.

### Tornow B
Der Burgwall der ersten Burganlage (Tornow A) wurde zusammen mit der zugehörigen Siedlung zerstört. An der gleichen Stelle erfolgte im 8. oder spätestens im frühen 9. Jahrhundert der Aufbau einer zweiten Anlage (Tornow B). Diese war deutlicher als Adelssitz konzipiert und beinhaltete ein 30 Quadratmeter großes, unterkellertes Haus im Burghof. Um das Haus waren 19 Speichergebäude angelegt, was den Burghof weitgehend ausfüllte. In drei Speicherbauten befanden sich darüber hinaus Unterkünfte. Der Tortunnel, der den Wall durchstieß, führte nach oben und überwand eine Höhendifferenz von zwei Meter, wobei das Innere der Burg höher lag als die äußere Torsohle. Die Burg dürfte dem Burgherren zusammen mit etwa 15 Kriegern Wohnraum geboten haben. Vor der Burg lagen der Hof des Burgherren mit einigen Werkstätten und Wirtschaftsgebäuden. Zusätzlich entstand ein weiteres Werkstattviertel. Die großen Häuser der Siedlung Tornow A wurden durch kleinere Häuser ersetzt.

### Tornow C und D
Nachdem die Burganlage (Tornow B) zusammen mit der zugehörigen Siedlung im 9. Jahrhundert abgebrannt wurde, hat man nur das Dorf wieder aufgebaut. Der Wirtschaftshof erhielt dabei ein großes Wohngebäude. In einigem Abstand zum Adelshof lagen sieben Bauerngehöfte, das gesonderte Werkstattviertel entstand jedoch nicht wieder.